# فزاني
فزاني، هو أحد أنواع التمور التي تنتج بواحات ولاية قبلي. قد يعود أصله إلى منطقة فزان بليبيا. ينضج هذا النوع من التمر بين أواخر شهر أوت/أيلول وأواسط شهر سبتمبر/أيلول من كل سنة. وهو يستهلك محليا، وقلما يتم تسويقه خارج المنطقة. يتميز الفزاني بحلاوته، ويبلغ طول التمرة الواحدة حوالي 3 صم. 